# ボーン&バリ
『ボーン&バリ』（Bone & Bari）は、アメリカ合衆国のジャズ・トロンボーン奏者、カーティス・フラーが1957年に録音・発表したスタジオ・アルバム。

## 解説
タイトルはトロンボーンとバリトン・サクソフォーンの二管編成であることに由来し、バリトン・サクソフォーンを担当したテイト・ヒューストンは、以前にもジミー・ウィルキンス（元カウント・ベイシー楽団のトロンボーン奏者）率いるビッグバンドでフラーと共演した。「アゲイン」は、リーダーのフラーを除く編成で録音され、フラーは「デトロイトで4年ほど前、テイトがこの曲を演奏しているのを聴いたことがあって、私はずっと、彼にこの曲を録音してほしいと思っていた」と語っている。
リー・ブルームはオールミュージックにおいて5点満点中3点を付け「結果的に、フロント・ラインは分厚く太いサウンドになった」と評している。

## 収録曲
特記なき楽曲はカーティス・フラー作。
1. アルゴンキン - "Algonquin" - 5:04
2. ニタのワルツ - "Nita's Waltz" - 6:57
3. ボーン&バリ - "Bone & Bari" - 6:20
4. ハート・アンド・ソウル - "Heart and Soul" (Hoagy Carmichael, Frank Loesser) - 4:49
5. アゲイン - "Again" (Dorcas Cochran, Lionel Newman) - 7:19
6. ピックアップ - "Pickup" - 5:45

## 参加ミュージシャン
- カーティス・フラー - トロンボーン(#5を除く全曲)
- テイト・ヒューストン（英語版） - バリトン・サクソフォーン(#4を除く全曲)
- ソニー・クラーク - ピアノ
- ポール・チェンバース - ダブル・ベース
- アート・テイラー - ドラムス